# Diecezja Chascomús
Diecezja Chascomús (łac. Dioecesis Chascomusensis) – diecezja Kościoła rzymskokatolickiego w Argentynie, sufragania archidiecezji La Plata.

## Historia
27 marca 1980 papież Jan Paweł II bullą Universum Dominicum gregem erygował diecezję Chascomús. Dotychczas wierni z tym terenów należeli do archidiecezji La Plata.

## Główne świątynie
- Katedra: Katedra Matki Bożej Miłosiernej w Chascomús

## Biskupi diecezjalni
- Rodolfo Bufano (1980 – 1982)
- José María Montes (1983 – 1996)
- Juan Carlos Maccarone (1996 – 1999)
- Carlos Humberto Malfa (2000 – 2024)
- Juan Liébana (od 2024)